# Tore Palmaer
Tore Palmaer, född 5 maj 1916 i Jönköping, död 24 oktober 2010, var en svensk ingenjör  och uppfinnare.

## Biografi
Tore Palmaer var son till missionären Georg Palmaer och Lisa Isacsson.
Palmaer var uppfinnare och grundare av Peltor. Peltor grundades 1950 av Palmaer. Palmaer arbetade med radiokommunikation inom flygvapnet när han uppmärksammade att markpersonal och piloter hade svårt att kommunicera med varandra på grund av flygplansmullret. Palmaer fick en idé att ljudisolera piloternas hörlurar och därmed var ett av världens första hörselskydd med inbyggd kommunikation uppfunnet. Peltor startade i liten skala i Uppland men expanderade snabbt efter ett antal stora order från bland annat schweiziska armén. Efter 13 år av framgångar fick Peltor behov av större lokaler och flyttade till Marieholmsbruk i Gnosjö för vidare flytt till Värnamo. Idag finns omkring 350 anställda på Peltor och de är världsledande inom kommunikationsutrustning samt huvud-, hörsel-, och ansiktsskydd. De har förvärvats av 3M Svenska AB  men namnet Peltor lever kvar som varumärke. Peltor sägs sedan starten ha drivits av uppfinningsrikedom och företagsamhet.
År 1942 gifte han sig med Birgit Englund (1921–2011), och fick tre barn: Birgitta, Leif, Kerstin.

## Patent (exempel)
- Headstraps for earphone (1961)
- Connecting mechanism between a headstrap and devices connected to it (1961)
- Helmet (1975)
- Headgear (1978)